# Zimnice Małe
Zimnice Małe (dodatkowa nazwa w j. niem. Klein Schimnitz) – wieś w Polsce położona w województwie opolskim, w powiecie opolskim, w gminie Prószków.
Od 1950 miejscowość administracyjnie należy do województwa opolskiego. Rozporządzeniem ministra Spraw Wewnętrznych i Administracji z dnia 7 października 2004 r. zmieniono nazwę wsi z Ziemnice Małe na obecną.

## Nazwa
W latach 1936–1945 miejscowość nosiła nazwę Klein Schimmendorf.

## Zabytki

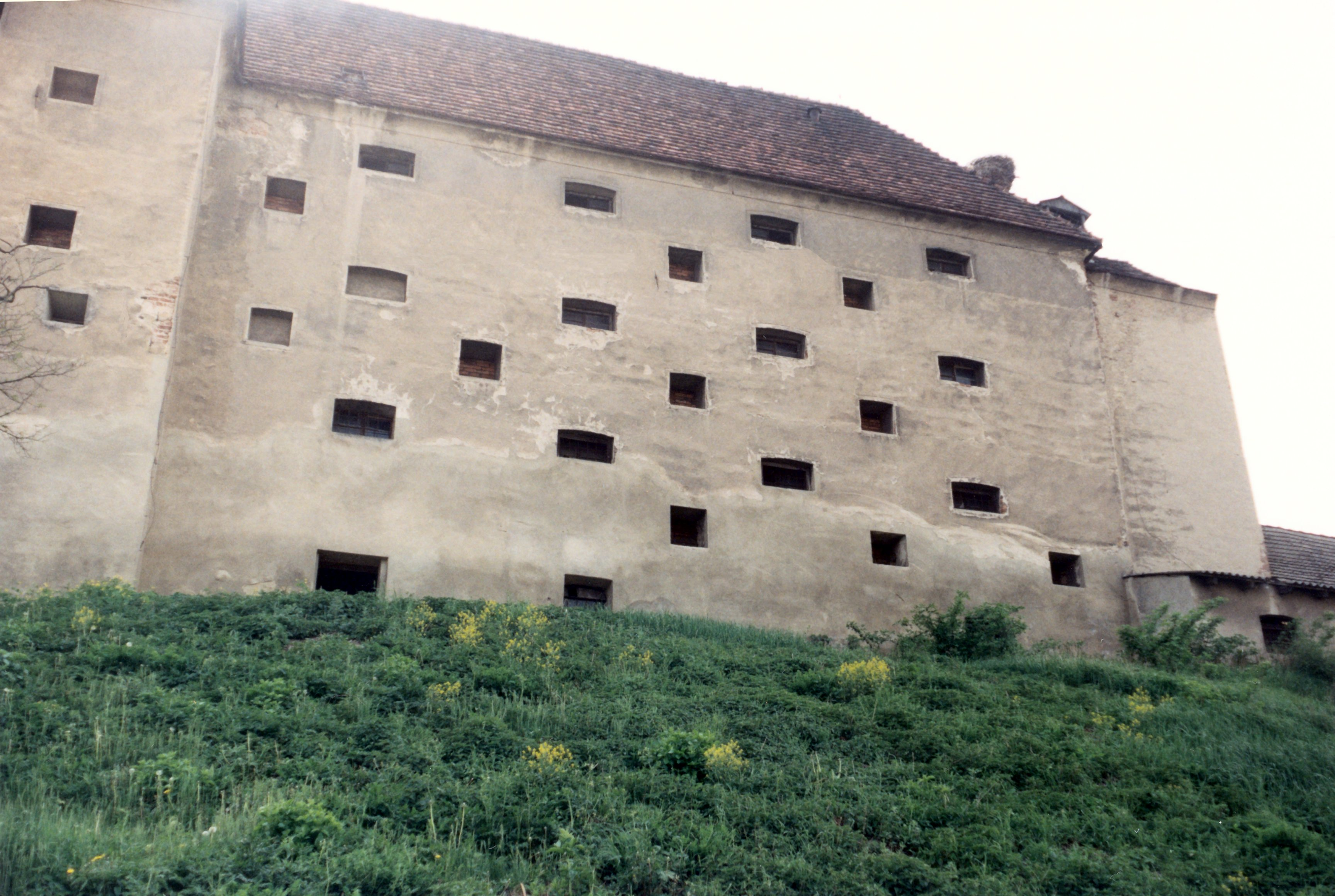
Zamek-spichlerz – widok od strony dawnego koryta Odry

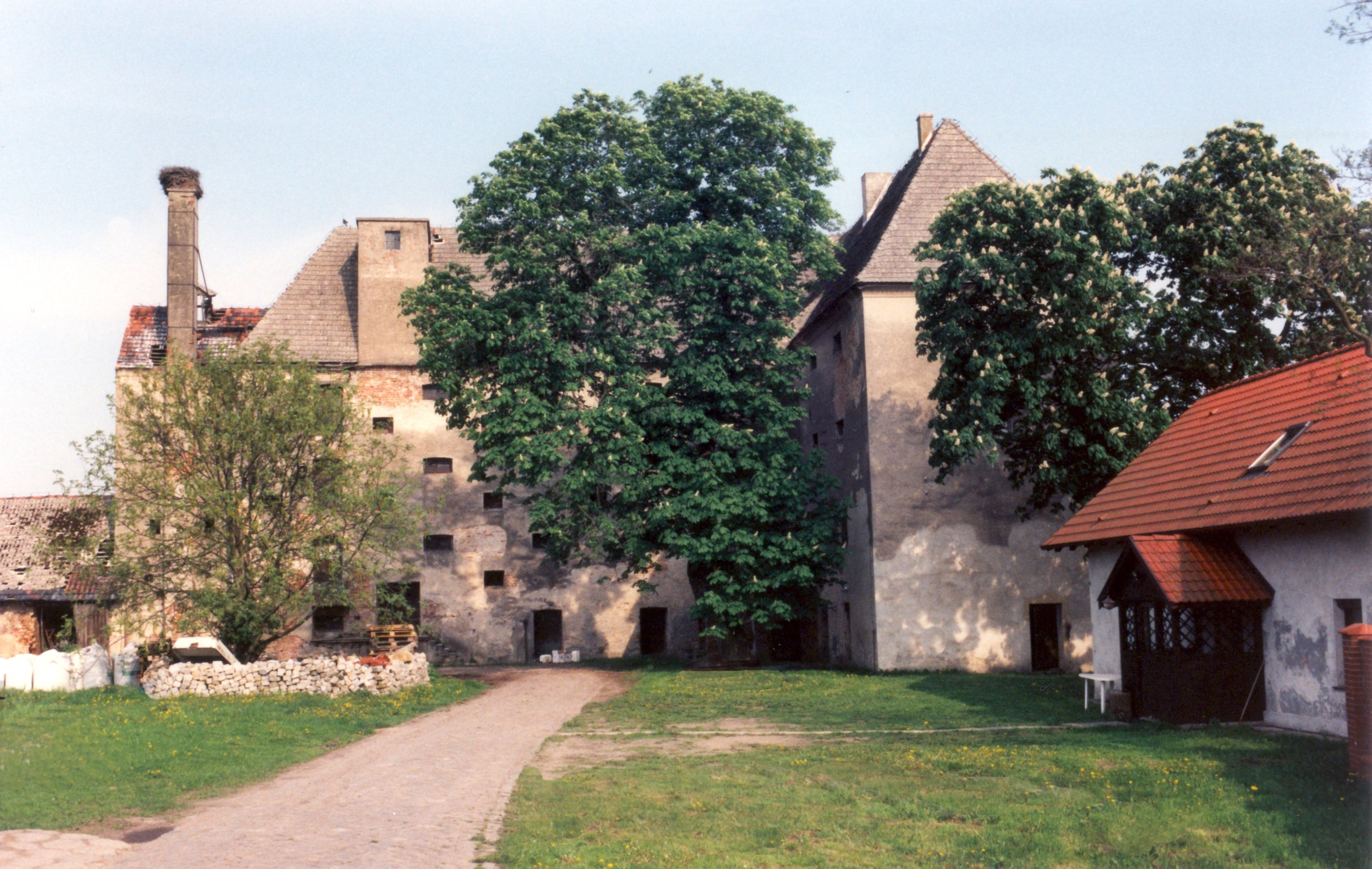
Zamek-spichlerz – widok z drugiej strony

Do wojewódzkiego rejestru zabytków wpisany jest:
- spichrz, zbudowany jako zamek rycerski przez Prószkowskich, prawdopodobnie w XV wieku, XVI w., w XIX wieku został on przebudowany na spichlerz, znajduje się w centralnej części miejscowości[4]